# N-Methyl-N′-nitroguanidin
N-Methyl-N’-nitroguanidin ist eine chemische Verbindung aus der Gruppe der Guanidine.

## Gewinnung und Darstellung
N-Methyl-N’-nitroguanidin kann durch Umsetzung von Nitroguanidin mit einer gepufferten Methylaminlösung gewonnen werden.

## Verwendung
N-Methyl-N’-nitroguanidin wird zur Herstellung der Neonicotinoide Thiamethoxam und Clothianidin verwendet.